# Sánta Sándor
Sánta Sándor (Makó, 1941. június 25. – Makó, 2023. március 6.) orvos, politikus, Makó város egykori polgármestere.

## Élete

### A politika előtt
Makón született, gyermekkorát az újvárosi Alma utcában töltötte. Orvosi diplomát és szakorvosi képesítést szerzett. Körzeti háziorvosként dolgozott a Tulipán utcai rendelőben. A tanácsrendszer idején rövid ideig egészségügyi osztályvezető – városi főorvos – volt a makói tanácsházán. Ekkor tette le az állás betöltéséhez szükséges államigazgatási vizsgát is. Hobbija a festészet volt; harmincnégy éves kora óta alkotott, főleg portrékat és tájképeket festett.

### Városvezetői tevékenysége
Az 1990-es országgyűlési választáson a Független Kisgazdapárt képviselőjelöltje volt, a helyhatósági választás október 14-én megrendezett második fordulójában pedig önkormányzati képviselői mandátumot szerzett pártja színeiben, és tagja lett a makói képviselőtestületnek. Az önkormányzatban a kisgazdák abszolút többségben voltak, a 27 képviselői helyből 14-et kisgazda politikus töltött be. Az FKgP Sánta Sándort jelölte a polgármesteri posztra; a többpárti ellenzék (Szabad Demokraták Szövetsége, Fiatal Demokraták Szövetsége, Magyar Szocialista Párt, Kereszténydemokrata Néppárt, Magyar Demokrata Fórum, Magyar Szocialista Munkáspárt) dr. Siket István ügyvéd személyében állapodott meg. Sántát a testület október 26-án, titkos szavazással 15:12 arányban polgármesternek választotta.
A Sánta-ciklus egyik legfontosabb célkitűzése a korábbi Csanád vármegye visszaállítása volt, az ügy mellett legerélyesebben éppen a polgármester lépett fel. Az idő múlásával a kezdeményezés erejét vesztette, és Makó régi megyeszékhelyi státuszát azóta sem nyerte vissza. Az általa vezetett önkormányzat megszüntette az – elsősorban kulturális rendezvényeknek és társadalmi szervezeteknek helyt adó –, az egykori takarékpénztár épületében működő – kaszinó bár-presszó jellegű kiszolgáló egységét, majd 1993 áprilisától cukrászdát és kávéházat alakított ki annak helyén. 1994-ben a város megvásárolta az akkor már igen rossz állapotban lévő Korona Szálló épületét. Polgármestersége alatt rendezték meg először a Makói Nemzetközi Hagymafesztivált. Ciklusa harmadik évében, 1993-ban a város megszerezte a korábbi munkásőrlaktanyát, az épületbe a mentők és a tűzoltók költözhettek. Az egykori munkásőrszékház mellett elkezdődött egy új tűzoltólaktanya fölépítése, amit – hasonlóan az új mentőállomáshoz – már Buzás Péter polgármester mandátuma idején adtak át. Felújították a Bartók Béla Általános Iskola épületét, befejeződött a Bajza utcai iskola építése is. Új tornatermek épültek, korszerűsítették a városi fürdőt is. A Sánta által irányított városvezetés szennyvíztisztító-telepet szándékozott építeni, de ez végül nem valósult meg.
A tradicionálisan szegényebb makóiak által lakott Honvéd városrészbe, illetve a városi cigányság hagyományos lakóhelyének tekinthető Cigánybécsbe az 1980-as években nagyobb hullámban költöztek cigány családok Végegyházáról. A városrészen belül is elkülönülve élő betelepült családok rövid időn belül konfliktusba kerültek a nemzedékek óta ott élő roma és nem roma családokkal, életmódjuk zavarta a városrész lakóinak nyugalmát. Makóra érkezésük után, a rendszerváltás környékére a fenti két városrész közbiztonsági mutatói látványosan leromlottak, emelkedett az itt elkövetett bűncselekmények száma. A családok közötti viszálykodás problémáját tovább súlyosbították az elszaporodott vagyon elleni bűncselekmények, az érintett családok kilakoltatását követelő aláírásgyűjtés, valamint a skinhead provokációk. Sánta a fentiekre adott válaszként intézkedett, hogy segélyt csak ellenőrzött, büntetlen előéletű személyek kaphassanak, és jelentős önkormányzati támogatással rendőrőrsöt létesített Honvédban, illetve vállalta az őrshöz tartozó szolgálati terepjáró önkormányzat általi fenntartását is. Érkeztek ugyanakkor már Sánta polgármestersége idején is újabb roma családok a kérdéses városrészekbe, aminek kapcsán többek fölvetették a polgármester felelősségét. Sánta a népszerűségének hosszabb távon is ártó ciklusa alatt történt „betelepítésekkel” kapcsolatos vádakat kategorikusan visszautasította.
Sántát kritikusai többnyire gyengekezűnek, határozatlannak írták le, aki mögött hiába volt abszolút többségű kisgazda tábor, nem számíthatott a „városatyák” egységes támogatására. A helyi szinten meglehetősen heterogén kisgazdapártot – az országos politikához hasonlóan – Makón sem sikerült egyben tartani, a polgármester így gyakran alkalmi koalíciók megkötésére kényszerült. Humánusságát, demokratikus szellemét azonban bírálói is elismerik.

### Polgármestersége után
Jóllehet az 1994-es önkormányzati választáson képviselői mandátumot szerzett a város képviselő-testületében, polgármesternek nem választották meg: a szavazatok 19,47%-át szerezte meg; Makó új vezetője a 25,28%-os eredményt elérő Buzás Péter lett.
Négy évvel később, az 1998-as önkormányzati választáson ismét megmérettette magát, de a polgármesteri posztért folytatott küzdelemben alulmaradt: 25,57%-ot szerzett, míg a város régi-új vezetője a magabiztosan nyerő Buzás lett 63,21%-kal. Sánta az FKgP színeiben ugyanakkor önkormányzati képviselő maradt.
2002-ben lemondott a Független Kisgazdapárt makói és megyei szervezetében betöltött alelnöki szerepéről, és kilépett a pártból is; indoklása szerint a „kisgazda eszmeiséghez” hű maradt, de nem tudott tovább közösséget vállalni a párt helyi és országos politizálásával. Ezután bő nyolc évig nem vállalt politikai szerepet; visszavonulva a közélettől háziorvosként tevékenykedett. A 2010-es önkormányzati választáson a Fidesz–KDNP színeiben indult a 3. választókerület önkormányzati képviselői mandátumáért, amit 30,49%-kal meg is szerzett.

## Díjai, elismerései
- Magyar Köztársasági Ezüst Érdemkereszt (2008)[25]
- Makó város díszpolgára (2015)
- A Magyar Érdemrend lovagkeresztje (polgári tagozat) (2016)

## Emlékezete
A 2023-ban felépült és átadott makó-honvédi közösségi ház, az ő nevét viseli (Sánta Sándor Közösségi Ház).